# Alció garser
L'alció garser o alció pigallat (Ceryle rudis) és una espècie d'ocell de la família dels alcedínids (Alcedinidae) i única espècie del gènere Ceryle (Boie, F, 1828). Habita rius, llacs i aiguamolls de l'Àfrica Subsahariana, vall del Nil, Orient Mitjà, i des del Pakistan, cap a l'est, per l'Índia i Sri Lanka fins al sud de la Xina, Hainan i Indoxina.